# Automattic
Automattic, Inc. é uma empresa norte-americana de desenvolvimento de softwares. Fundada em 2005, seu produto mais popular é o WordPress.com, um serviço gratuito de hospedagem de sites, muito usado por blogs.

## Contribuidores e Colaboradores
Entre os funcionários do Automattic estão também  Matthew Mullenweg e Ryan Boren, dois dos desenvolvedores primários do WordPress, um software de gerenciamento de sites, gratuito e de código aberto, muito usado em blogs.
Em janeiro de 2006, foi anunciado que Toni Schneider estaria deixando oYahoo! para se tornar CEO da Automattic. Anteriormente CEO da Oddpost, antes de ser adquirida pela Yahoo!, ele continuou como send o executivo senior.
Em abril de 2006, se descobriu que através de uma regulamentação D, a Automattic arrecadou aproximadamente 1.1 milhão de dólares em fundos, o que Mullenweg anunciou em seu blog. Os investidores eram Polaris Ventures, True Ventures, Radar Partners e CNET.
Em 23 de setembro de 2008, a Automattic anunciou a aquisição do software IntenseDebate. Dois meses depois em 15 de Novembro de 2008, Automattic  adquiriu o PollDaddy.
Em 9 de setembro de 2010, a Automattic deu à Fundação WordPress o controle sobre a marca WordPress, o bbPress e o BuddyPress.

## Projetos

### After the Deadline
Um um software livre e código aberto para correções ortográficas disponibilizado como plugin para o software WordPress, extensão para o navegador Firefox, extensão para o navegador Google Chrome, bookmarklet para diferentes navegadores e extensão para OpenOffice.org Writer. O plugin também é usado no software IntenseDebate, no serviço de publicação WordPress.com e para desenvolvedores.

### Akismet
Akismet, ou Automattic Kismet, é um serviço de filtro de spam que emprega a maior parte dos desenvolvedores da plataforma de weblog WordPress.

### bbPress
Um plugin de fórum.

### blo.gs
Um serviço baseado em agregação de feeds RSS, principalmente de blogs, criado por Jim Winstead. O serviço produz uma lista simples e também um feed RSS dos sites adicionados pelo usuário, de acordo com atualizações recentes. Criado por Jim Winstead, o serviço foi adquirido pelo Yahoo! em junho de 2005. Depois, em Abril de 2009, o serviço foi transferido do Yahoo! para a Automattic, a empresa que mantém o serviço WordPress.com. Nesse ano, o serviço já havia indexado cerca de 8 milhões de blogs.

### BuddyPress
Um plugin WordPress para criar e administrar um sistema de rede social ou comunidade colaborativa.

### Ping-O-Matic
Um serviço que notifica motores de busca quando um blog realiza atualizações. O software WordPress utiliza o Ping-O-Matic automaticamente, já que o serviço é dos mesmos criadores do software

### GlotPress
Um plugin criado para manter traduções dos projetos da Automattic.

### Gravatar
Um serviço de disponibilização de avatares via associação a endereços de correio eletrônico cadastrados, para uma variedade de sítios, inclusive os baseados em WordPress. Com o Gravatar, suas mensagens podem ser facilmente identificadas, em qualquer site que use o recurso, pela imagem que o represente e que você tenha cadastrado no sistema.

### IntenseDebate
Um plugin para gerir comentários de websites.

### PollDaddy
Um plugin de enquetes que usa do servidor próprio para gerir e oferecer análises estatísticas.

### Simplenote
Um serviço gratuito para guardar pequenas anotações.

### VaultPress
Um plugin para WordPress que faz cópias de segurança contínuas e em tempo real, sincronizando o conteúdo do site em pelo menos dois serviços na cloud, além de na própria sede da Automattic. Funciona monitorando todas as alterações em tempo real e as enviando para um servidor central onde ficarão protegidas.

### VideoPress
Serviço para hospedagem de vídeos de alta definição.

### WordPress.com
É um serviço de propriedade da Automattic que oferece hospedagem gratuita de blogs. O serviço usa o software WordPress com modificações especiais.

### Tumblr
Em Agosto de 2019 comprou a Tumblr por por 2,6 milhões de euros.